# کائو (دوره)
کائو (به ژاپنی: 嘉応 Kaō) نام یک عصر تاریخی ژاپنی (نِنگُو) بود. این عصر بعد از نین‌آن  و قبل از جوآن (دوره) قرار داشت و از آوریل ۱۱۶۹ تا آوریل ۱۱۷۱ میلادی به طول انجامید. در طی این عصر امپراتور تاکاکورا، امپراتور ژاپن بود.